# Szász Tamás István
Szász Tamás István, Thomas Stephen Szasz (Budapest, 1920. április 15. – Manlius, New York, 2012. szeptember 8.) zsidó-magyar származású amerikai pszichiáter, egyetemi tanár. A New York-i Állami Egyetem Egészségtudományi Centrum (Syracuse) professor emeritusa volt, ahol pszichiátriát oktatott. A pszichiátria erkölcsi és tudományos alaptételeinek és az orvostudomány modern társadalom feletti kontrolljának jól ismert kritikusa volt. Az elmebetegség mítosza (1961) és Az őrültség gyártása (1970) című könyveinek főbb vitatémái igencsak összeforrtak nevével.
Gyógyításról alkotott nézetei az „öntulajdonlásnak” nevezett libertárius elvből adódtak, amely szerint mindenkinek megvan a joga saját testének és szellemének birtoklására és a létre anélkül, hogy erőszakot kezdeményezzenek ellene. A nyugati világot éppúgy bírálta, mint a kommunista államokat pszichiátriai gyakorlatuk és „drogofóbiájuk” miatt. Úgy vélte, hogy az öngyilkosságnak, a gyógyszerszedésnek, a drogok használatának és eladásának, és a szexuális választásnak személyesnek, szerződésesnek és az állami igazságszolgáltatáson kívülinek kellene lennie.
1973-ban az Amerikai Humanista Társaság az év humanistájává választotta, 1979-ben pedig a Francisco Marroquín Egyetem tiszteletbeli doktorátussal tüntette ki.

## Életútja
1920. április 15-én Budapesten, zsidó családban, Szász Gyula és felesége, Lily második fiúgyerekeként született. 1938-ban emigrált az Egyesült Államokba. 1944-ben megkapta az amerikai állampolgárságot és orvosi diplomát szerzett a Cincinnati Egyetemen. Rezidensi évét a Cincinnati Közkórházban töltötte. Belgyógyászatot és pszichiátriát tanult Bostonban és Chicagóban, 1947-től pszichoanalitikai képzésen vett részt a Chicagói Pszichoanalitikus Intézetben, melyet Franz Alexander alapított, saját pszichoanalitikus rendelőjét 1948-ban nyitotta meg. 1951 és 1956 között az intézetben dolgozott, mint kiképző analitikus. Az ezt követő öt évben a személyzet állandó tagja volt, mely idő alatt 24 hónapig kiküldetésen vett részt az Amerikai Haditengerészettel.
1954-ben Bethesdába (Maryland) költözött, majd 1956-ban a New York-i Állami Egyetem pszichiátria professzorává nevezték ki. 1962 óta vendégprofesszor a Wisconsin Egyetemen, 1968 óta a Milwaukee-i Marquette Egyetemen is előadó. 1962-től ismét a New York-i Állami Egyetem pszichiátria professzora, máig itt tevékenykedik.
Alapító elnökségi tagja az elmegyógyintézetekbe való kényszerbeutalás ellen küzdő amerikai egyesületnek, és tagja a bűnözést vizsgáló nemzeti bizottság felügyelő tanácsának.
1951-ben vette feleségül Rosine Loshkajiant, akitől két lánya született: Margot és Susan. 1970-ben váltak el.

A pszichiátriáról alkotott nézeteit Karinthy Frigyes írásai befolyásolták.[forrás?]

## Szász központi vitatémáinak felemelkedése
Az elmebetegség terminusa elleni első bírálatát 1958-ban a Columbia Law Review című folyóiratban jelentette meg. Ebben a cikkben azt állította, hogy az elmebetegség boszorkányság. 1961-ben vallomást tett az Amerikai Egyesült Államok Szenátusának bizottsága előtt a kényszergyógykezelések ellen érvelve. Azt állította, hogy az elmebetegnek címkézés sérti a beteg jogait, és hogy az orvosoknak segítőknek kell lenniük és nem börtönőröknek.

## Szász központi vitatémái
Szász Tamás a modern orvostudomány társadalomra gyakorolt hatásának kritikusa. Kritikusan szemléli a modern orvostudomány behatását a társadalomra, úgy véli, mintha államosítaná a vallás emberiségre kiterjedt hatását. A tudományos világszemléletet kritizálva, különösen a pszichiátriát megcélozva, kiemelten a maszturbáció elleni kampányait a 19. század végén, viselkedési zavarok leírására használt orvosi kézikönyveket képalkotása és nyelvezete miatt, és túlságosan függ a nem önkéntes mentális kórházi kezeléstől a társadalom védelme érdekében, vagy a lobotómia és egyéb beavatkozások ellen, amiket a pszichózis kezelésére javall. Hogy összegezze leírását a gyógyászat politikai befolyásáról a modern társadalmakban a tudományba vetett hittel ötvözve, kijelentette:
Mivel a teokrácia az Isten és a papjai uralma, a demokrácia az emberek és a többség akarata, eszerint a farmakrácia pedig a gyógyászat és a doktorok uralma.
Szász következetesen figyelmet szentelt a szó erejének az intézményben és a szociális rend fenntartásában, mind kisebb személyes, és szélesebb szocio-politikai körökben:
A küzdelem meghatározása valójában küzdelem magáért az életért. Egy tipikus westernfilmben két férfi elkeseredetten harcol egy pisztoly megszerzéséért, ami a földre esett: aki előbb éri el a fegyvert lő, és életben marad; a vetélytársa lövést kap és meghal. Egy átlagos életben, a küzdelem nem fegyverekért megy, hanem szavakért; aki elsőként határozza meg a szituációt, nyer, a vetélytársa lesz az áldozat. Például a családban férj és feleség, anya és gyerek nem jut dűlőre; ki határozza meg, hogy ki a bajkeverő, szellemi beteg? … [az egyén], aki elsőnek megragadja a szót, ami kivetíti a valóságot a másikra; [az az egyén] aki meghatározó az irányít (dominál), és él; [az egyén] akit meghatároznak, az alávetett lesz és talán meg is hal. 9
A fő gondolatmenetét az alábbiak szerint lehet összegezni:

### „Az elmebetegség mítosza”
Az „elmebetegség” egy kifejezés, egy metafora, ami egy sértő, kellemetlen, zavaró, vagy bosszantó magatartást, cselekedetet, vagy viselkedési mintát, mint például a szkizofréniát írja le mint betegséget vagy kórt. Szász írta:
„Ha Istenhez beszélsz, akkor imádkozol, ha Isten beszél hozzád, akkor szkizofrén vagy. Ha a halottak beszélnek hozzád, akkor spiritiszta vagy, ha te beszélsz a holtakhoz, akkor szkizofrén vagy.” 
Annak ellenére, hogy egyes emberek zavaró módon gondolkozhatnak, viselkedhetnek, ami egyes kórok tüneteire (fájdalom, degenerálódás, különböző behatásokra való reagálás) hasonlít, még nem jelenti azt, hogy ténylegesen „kórosak”. Szász számára a kór csak azt jelentheti, ami valakinek „van”, miközben a viselkedés az, amit valaki „csinál”. A kórok „az emberi test működési hibái, a szívé, májé, veséké, és agyé”, miközben „semmiféle viselkedés vagy neveletlenség nem kór, és nem is lehet az. A kórokra ezek nem jellemzőek”. Szász a drapetomániát hozza viselkedési példának, amit a társadalomból sokan nem ismernek el, széles körben mégis betegségnek bélyegezve emlegetik csak úgy, mint hisztérikusnak nevezik azokat a nőket, akik nem hajlanak meg a férfiak akaratának. A pszichiátria aktívan homályosítja a különbséget a viselkedési zavar és betegség között, hogy a két tábort konfliktusba keverje.
Azzal hogy egyes embereket „betegnek” nyilvánítanak, a pszichiátria erkölcsi közegként megpróbálja őket megfosztani a felelősségtudatuktól annak érdekében, hogy jobban tudják őket irányítani. Emberek, akikről azt mondják (maguk, vagy mások), hogy mentális betegségük „van”, legjobb esetben csakis „hamis betegség”-ük lehet. Diagnosztizált „elmebetegség” és „elmezavar” (később Szász ezt megtévesztő fogalomnak nevezte /az elmebetegségnek helyett/) „tudományos kategóriának számít”, de megmaradtak szimpla ítéletnek (megvetés ítélete) hogy támogassák a pszichiátriai hatóságok egyes hatalomgyakorlási módjait. Ezzel a gondolatmenettel a szkizofrénia nem a betegség lényének a neve, hanem egy szélsőséges pszichiátriai és társadalmi rosszallás ítélete. Szász a szkizofréniát a „pszichiátria megrémült szimbólumának” nevezi, mert az így megbélyegzettek már régóta biztosítják a mentséget a pszichiátriai elméletek, kezelések, visszaélések és reformok számára.
Az elmezavaros vagy szkizofrén személy alakja a pszichiátriai szakértők és hivatalok szemében olyan — Szász szerint -, mint egy eretnek, szentségtörő a teológiai szakértők, hivatalok szemében. Szász szerint, ahhoz, hogy megértsük a pszichiátriában a „betegség” metaforikus jellegét, elsőnek meg kell értenünk a szó szoros jelentését a gyógyászat többi terén. Ahhoz, hogy igazi betegség legyen, a jelenséget elsőre megközelíthető legyen, mérhető, tesztelhető legyen tudományos módon. Másodszor, hogy megerősítsék mint betegséget, a kórtani állapotot ki kell mutatni sejt- és molekulaszinten.
Egy valódi betegséget boncasztalnál is meg kell találni (nem csupán élő személyben), és meg kell felelnie a kórtani leírásnak ahelyett, hogy az American Psychiatric Assosiation tagjai csak úgy megszavaznák létét. Az „elmebetegségek” valós és létező problémák. Gyakran „olyanok, mint” egy betegség, érvel Szász, ami miatt érthetővé válik a gyógyászati metafora, de semmiképpen nem érvényesíti, mint pontos leírást vagy magyarázatot.
A pszichiátria áltudomány, ami parodizálja a gyógyászatot az utóbbi 100 évben bevezetett gyógyászati kifejezésekhez hasonló szavak felhasználásával. Csak hogy tisztázzuk, ha valakinek „megszakad a szíve” az teljesen más logikai kategóriába tartozik, és ha az elsőt úgy kezeljük, mint a másodikat az a kategória hibát eredményez, ami persze egy kitalált dolog. A pszichiáterek a „lélek doktorok” utódai, papok, akik megbirkóztak a lelki talányokkal, dilemmákkal és aggodalmakkal, amik örökké aggasztották.
A pszichiátria legfőbb eszközei a beszéd vagy szónoklat, az elnyomás és a vallás. Olyannyira, hogy a „belgyógyászati betegségekként” mutatja be a mentális problémákat, a módszereit pedig gyógykezelésekként, klienseit – különösen az önkényteleneket – orvosi betegségben szenvedőknek, ami egy, a szabadságot és méltóságot alapjaiban fenyegető hazugság. A különböző mentális egészségügyi törvényeken keresztül az állam által támogatott pszichiátria Szász szerint egy modern szekularizált állami vallás. Ez egy mérhetetlenül bonyolult társadalmi rendszer, ami brutális erőszakot és finom indoktrinációt egyaránt felhasznál és a tudományosság álcája mögé bújik. Az az elképzelés, mely szerint a biológiai pszichiátria valódi tudomány, tényleges gyógyászat, olyan kritikusok által vitatott, mint Michel Foucault az Őrültség és civilizáció (1961) című könyvében és Erving Goffman Asylumsában (1961).

### A pszichiátria és az állam elkülönítése
Az állam büntetlenül visszaél a pszichiátriával a sokkterápia alkalmazásával. Ha belátjuk, hogy az elmebetegség a helytelen viselkedés eufemizmusa, akkor az államnak nincs joga ezeket az embereket pszichiátriai kezelésekre kényszeríteni. Hasonlóképpen, az államnak nem kéne tudnia beavatkozni az elmegyógyászat gyakorlatába (például a gyógyszerutánpótlás jogi ellenőrzésével). A kormány medikalozációja „terápiás államot” hoz létre, egyeseket őrültnek vagy drogfüggőnek bélyegezve.
A szertartásos kémia (1973) című könyvében azt írta, hogy amiképp a boszorkányokat, a zsidókat, a cigányokat vagy a homoszexuálisokat üldözték, most így üldözik a „drogfüggőket” és az „őrülteket”. Szász azt állítja, hogy ezeket az embereket használták fel áldozati bárányoknak a különböző rituálékon. Hogy igazán láttassa a vallás jelenlétét a gyógyászatban, az elhízást hozza fel példának: ahelyett, hogy a gyorsételeket okolnánk (azaz a rossz táplálkozási szokásokat), az orvosok bevezették a túltápláltság fogalmát. Annak ellenére, hogy a táplálkozás tudományos szintre emelkedett, mára az erkölcs helyettesíti a böjtöt, és erkölcsi kívánalom, hogy ne legyünk túlsúlyosak, nem pedig csupán hasznos orvosi tanács.
Ahogy a rosszakra (őrültek) és a rossz gyógyszerszedőkre (szerfüggők), úgy az orvostudomány a nem megfelelő súlyú emberekre is megalkotott egy fogalmat: az elhízottakét. Szász szerint a pszichiátria a 17. században jött létre az orvosi normáktól eltérők ellenőrzésére és tanulmányozására. A 20. században egy úgy fajtája, a drogofóbia jött létre azok ellenőrzésére és tanulmányozására, akik az orvosi normáktól eltérően gyógyszerezték magukat. Majd az 1960-as években egy másik szakágat, a bariátriát hozták létre azok kezelésére, akiknek a súlya nem felelt meg az orvosilag normálisnak tartottnak. Hangsúlyozza, hogy az 1970-ben még csak 30 tagja volt az American Society of Bariatric Physicians (a barosz = súly jelentésű, görög eredetű szóból) társaságának, két évvel később azonban már 450.

### A kompetencia védelme
Ugyanúgy, ahogy a jogrendszerek szerint egy személy egészen addig ártatlan, amíg be nem bizonyítják, hogy bűnös, a bűncselekménnyel vádolt személyeket nem kéne beszámíthatatlannak ítélni, csak mert egy orvos vagy egy pszichiáter annak nyilvánítja. A mentális beszámíthatatlanságot ugyanúgy kéne kezelni, mint minden más alkalmatlanságot, vagyis tisztán jogi és bírósági értelemben, a megfelelő képviselettel és a fellebbezés jogával.

### A halál szabályozása
Szász szerint a születésszabályozáshoz hasonlóan az egyénnek joga van eldönteni, hogy mikor akar meghalni, gyógyszerek zavaró hatásaitól mentesen, úgy, ahogy azt is képesek eldönteni, hogy mikor akar gyermeket vállalni. Az öngyilkosságra való jogot az egyik legalapvetőbb jognak tartotta, de ellenezte az államilag szabályozott eutanáziát. Virginia Woolfról 2006-ban megjelent könyvében azt állította, hogy a nő tudatosan és szándékosan vetett véget életének, az öngyilkossága pedig a választás szabadságának kifejezése.

### Az őrültség védelmének eltörlése
Szász úgy vélte, hogy egy vádlott beszámíthatósága nem ítélhető meg orvosok által elvégzett tesztek alapján. Egy vádlott beszámíthatóságának megítélése a pszichiáter számára leginkább olyan vállalkozás, mint hogy a pap tanúsítja egy ember vallásosságát a mi bíróságunkon. Az őrültség egy jól kitalált taktika volt az egyház büntetésének elkerülésére. Azoknak a vagyonát pedig, akik öngyilkosságot követtek el, elkobozták, gyakran nyomorgó özvegyeket és gyerekeket hagyva hátra ezzel. Sikeresen érveltek amellett, hogy csak egy őrült személy lenne képes ilyesmit tenni özvegyével és gyerekeivel. Szász erre azt mondta: ez orvostudománynak álcázott jogi kegyelem.

### A kényszergyógykezelés megszüntetése
Senkit sem lenne szabad megfosztani szabadságától, hacsak nem találták bűnösnek egy bűncselekmény elkövetéséért. Saját jó erkölcsünkkel ellentétes cselekedet megfosztani valakit szabadsághoz való jogától. Csakúgy ahogy egy végstádiumú rákos beteg visszautasíthatja a kezelést, a pszichiátriai kezelést is bárkinek meg kéne tudni tagadnia.

### Drogokhoz való jogunk
A kábítószer-függőség nem egy olyan betegség, amit gyógyszerekkel gyógyítani lehet (metadon helyett heroint adunk, megfeledkezünk arról, hogy a heroint a morfin helyettesítésére, a morfint pedig az ópium helyettesítésére hoztuk létre eredetileg), hanem egy társasági szokás. Szász a szabad drogpiac mellett érvelt. Bírálta a drogok feletti háborúskodást, azt állítva, hogy a drogháború egy áldozatok nélküli bűncselekmény. Maga a droghasználat tiltása is bűncselekmény. Bemutatja, hogy a drogháború, hogyan vezeti el az államokat odáig, hogy olyanokat tegyenek, amiket fél évszázaddal ezelőtt senki sem gondolt volna, például tiltja egyes anyagok fogyasztását és egyes országokból származó növények termesztését (lásd: kokamentesítési program, ópiumellenes kampányok; mindkettő olyan hagyományos növény, amelyet a nyugati világ ellenez). Bár Szász szkeptikus volt a pszichotróp gyógyszerek érdemeivel kapcsolatban, támogatta a drogtilalom hatályon kívül helyezését.
„Az élelmiszernek szabad piaca van, meg tudjuk venni azt a szalonnát, tojást, vagy jégkrémet, amelyiket csak megengedhetjük magunknak. Ha szabad drogpiacunk lenne, meg tudnánk venni azt a barbiturátot, klórhidrátot és morfint, amit csak megengedhetünk magunknak.”
Szász úgy gondolta, a drogokat érintő tilalom és hasonló jogi megszorítások nem a halálozási arányok miatt vannak, hanem azért mert rituális célt szolgálnak (Mary Douglas rituálékkal kapcsolatos tanulmányait idézte). Farmakonra is emlékeztet, a farmakológia görög gyökereire, amely eredetileg „bűnbakot” jelentett.
Szász a farmakológiát farmakomitológiává egészítette ki a tanulmányban leírt gyakorlati alkalmazása miatt, különösen a „függőség” kategóriájának használata miatt. Szász úgy gondolta, a függőség társadalmi kategória, és a drogfogyasztást társadalmi rituálénak kellene tekinteni és nem pusztán néhány kémiai anyag fogyasztásának. A drogok felhasználásának sokféle módja van, ugyanúgy, ahogy az étkezésnek és az italfogyasztásnak számos kulturális változata ismeretes. Egyes kultúrák tiltanak néhány dolgot, ezeket tabunak nevezzük, míg más dolgokat különböző ünnepségek keretében fogyasztatnak.
Szász nevét rosszul kötötték össze az anti-pszichiátriai mozgalommal az 1960-as és 1970-es években. Ő nem ellenezte önmagát a pszichiátriát, amíg az nem volt kényszer az egyénre nézve. Úgy tartotta, hogy a pszichiátriának egy szerződéses szolgáltatásnak kéne lennie a felnőttek beleegyezésével és az állam szerepvállalása nélkül. 2006-ban a Pszichiátria: A halálipar című dokumentumfilmmel kapcsolatban Szász azt mondta, hogy a kényszergyógykezelés az emberiség elleni bűntett. Úgy vélte továbbá, hogy kényszergyógykezelés „farmatikus” diktatúrává fog bővülni.

## Kapcsolata az emberi jogok érdekvédelmét ellátó bizottsággal
1969-ben Szász és a Szcientológia Egyház megalapították az Állampolgári Bizottságot az Emberi Jogokért ( Citizens Comission on Human Rights, CCHR), azzal a céllal, hogy segítséget nyújtson az állampolgári jogokkal kapcsolatos visszaélések megszüntetésében. Szász a társaság tanácsadó testületének tagja volt és az egyesület 25. évfordulójának ünnepségén ezt mondta:
 „A CCHR minden tiszteletünket megérdemli azon okból kifolyólag, hogy az emberiség történelme során ez az első olyan szervezet, amely politikai, társadalmi és nemzetközi szinten emel szót a pszichiátria ellen. Erre ezelőtt még nem volt példa az emberiség történelmében.”
Szász sosem tartotta magát szcientológusnak. 2003-ban olyan bejegyzés került fel Szász honlapjára, mellyel a honlap tulajdonosa, Jeffery Shaler megmagyarázni igyekezett Szász kapcsolatát a CCHR-rel:
„Dr. Szász társalapítója a CCHR-nek, ugyanúgy, ahogy társalapítója – a szociológus Erving Goffmannal és George Alexander jogászprofesszorral – az American Association for the Abolition of Involuntary Mental Hospitalizationnek…

A szcientológusok csatlakoztak Szászhoz az intézményes pszichológia elleni harcában. Dr. Szász örül a zsidók, a muszlimok, más vallási csoportok vagy ateisták támogatásának a Terápiás Állam elleni harcban. Az, hogy osztoznak ebben a harcban, nem jelenti azt, hogy dr. Szász bármely vallásos vagy nem vallásos szervezetet támogatna. Ez kimondottan és kimondatlanul is jelen van dr. Szász munkájában. Mindenkit és bárkit várnak a személyes szabadságért és felelősségért vívott harcban – különösen azért, mert ezeket az értékeket fenyegetik a pszichiátriai elvek és beavatkozások.”

## Kritikája
Szász kritikusai azt állítják, hogy az ő véleményével ellentétben az ilyen betegségek létezése tudományos tény. Többek között az Amerikai Orvosi Társaság (AMA), az Amerikai Pszichiátriai Társaság (APA) és a Nemzeti Mentális Egészségügyi Szervezet (NIMH) is elutasítja azon nézeteit, hogy a mentális betegség csak mítosz.
Azzal az elképzelésével szemben, hogy a depresszió csak mítosz, a gyógyszerek hatékonyságát hozzák fel ellenérvként. Egy vitájukban dr. Donald F. Klein így magyarázta:

„Elemi tény, hogy az antidepresszánsok nem sok mindent mutatnak egészségeseknél, de rettenetesen hatékonyak a klinikai depressziós személyek esetében, ami azt mutatja számunkra, hogy ez egy betegség.”
A New England Journal of Medicine 2008. januári számában olvasható, hogy a publikált vizsgálatokban a gyógyszert alkalmazók 60%-a számolt be jelentős javulásról a depresszióját illetően, míg a placebót szedő csoportnak mindössze 40%-a. Ám ha a kevésbé kedvező, nem publikált eredményeket is figyelembe vesszük, az előnyök máris csökkennek: a gyógyszer felülmúlta ugyan a placebót, de csak kis különbséggel és csak rövid ideig. Ugyanebben a vitában dr. Frederick K. Goodwin kijelenti:
„A gyógyszerészet betegségkoncepciója valóban a tünetek egy olyan csoportját jelenti, amellyel az emberek vitatkozhatnak, és a depresszió esetében 80%-ban egyetértünk. A tüneteknek ez a klasztere bejósol valamit.”
Szász szerint csak a mentális betegségeket határozzuk meg konszenzus és tünetcsoportok alapján. Vitáznak arról, hogy ez-e a helyzet, vagy sem. A kritikusok szerint az olyan testi betegségeket, mint például a Kawasaki-szindróma (a szív és a véredények rendellenessége) és a Ménière-kór (a belső fül megbetegedése) is hasonlóképpen határozzák meg.
Továbbá számos fizikai megbetegedést azonosítottak és kezeltek évtizedekkel, évszázadokkal vagy évmilliókkal ezelőtt több-kevesebb sikerrel, jóval az előtt, hogy etiológiájukat pontosan meghatározták volna. Az egyik figyelemre méltó példa a cukorbetegség. Szász kritikusainak szemével nézve az ilyen történelmi tények rendre aláássák azon állítását, hogy léteznek „hamis betegségek”, mert etiológiájuk az agyban még nem teljesen tisztázott.

## Thomas Szasz-díj
2007-ben Vlagyimir Bukovszkij orosz ellenzéki politikus, aki több évet töltött a szovjet pszichiátriai börtönökben, kapta meg a Thomas Szasz-díjat.

## Kötetei magyar nyelven
- Szertartásos kémia. Drogmitológiák (Ceremonial chemistry); ford. Kovács István et al.; Új Mandátum, Bp., 2001, 240 o. ISBN 963-9336-35-1
- Az elmebetegség mítosza. A személyes magatartás elméletének alapjai (The myth of mental illness); ford. Kádár András, utószó Buda Béla; Akadémiai, Bp., 2002, 335 o. ISBN 963-05-7855-7